# LIFE WORK
『LIFE WORK』（ライフ・ワーク）は、西城秀樹のセルフカバー・アルバム。1996年7月24日にRCAから発売された。

## 内容
- 西城秀樹がデビュー25周年という節目に、自身の過去のヒット曲をリメイクにより、セルフカバーした初のアルバムである。
- 曲のアレンジは、すべて芳野藤丸によるものである。
- 以降の音楽番組出演時には、このアルバムのアレンジによるバージョンがよく歌われた（『第49回NHK紅白歌合戦』出場時に歌唱した「傷だらけのローラ」はこのアレンジによるもの）。

## 収録曲
1. ギャランドゥ
作詞・作曲：もんたよしのり　編曲：大谷和夫
2. 激しい恋
作詞:安井かずみ　作曲・編曲: 馬飼野康二
3. YOUNG MAN (Y.M.C.A.)
作詞: V.Willis・H.Belolo　日本語詞: あまがいりゅうじ　作曲: J.Morali　編曲: 大谷和夫
4. 青春に賭けよう
作詞:たかたかし　作曲:鈴木邦彦　編曲:馬飼野康二
5. ブーツをぬいで朝食を
作詞: 阿久悠　作曲: 大野克夫　編曲: 萩田光雄
6. 炎
作詞: 阿久悠　作曲・編曲: 馬飼野康二
7. 抱きしめてジルバ -Careless Whisper-
作詞・作曲：G. MICHAEL-A.RIDGELE　訳詞：森田由美　編曲：丸山恵市
8. 南十字星
作詞：竜真知子　作曲：水谷公生　編曲：佐藤準
9. 情熱の嵐
作詞: たかたかし　作曲: 鈴木邦彦　編曲: 馬飼野康二
10. ブーメランストリート
作詞: 阿久悠　作曲: 三木たかし　編曲: 萩田光雄
11. 傷だらけのローラ
作詞: さいとう大三　作曲・編曲: 馬飼野康二
12. ナイトゲーム
作詞・作曲：E.HAMILTON　編曲：前田憲男　訳詞：山本伊織
13. ブルースカイ ブルー
作詞: 阿久悠　作曲・編曲: 馬飼野康二

- 以上の"編曲家"のクレジット名はオリジナル盤によるもので、本アルバムは全曲芳野藤丸による。